# 1026 (szám)
Az 1026 (római számmal: MXXVI) az 1025 és 1027 között található természetes szám.

## A szám a matematikában
A tízes számrendszerbeli 1026-os a kettes számrendszerben 10000000010, a nyolcas számrendszerben 2002, a tizenhatos számrendszerben 402 alakban írható fel.
Az 1026 páros szám, összetett szám. Kanonikus alakja 21 · 33 · 191, normálalakban az 1,026 · 103 szorzattal írható fel. Tizenhat osztója van a természetes számok halmazán, ezek növekvő sorrendben: 1, 2, 3, 6, 9, 18, 19, 27, 38, 54, 57, 114, 171, 342, 513 és 1026.
Két szám valódiosztó-összegeként áll elő, ezek a 612 és a 846.

## Csillagászat
- 1026 Ingrid kisbolygó